# Miguel Noya
Miguel Noya (Caracas, 1956) es un músico y compositor venezolano de música electrónica. Pionero de la música electrónica venezolana junto con Oksana Linde, Ángel Rada y Vytas Brenner.

## Biografía

### Primeros años
Hijo del futbolista gallego Rodolfo Noya y de Olga van Der Velde. Miguel Noya nació en el seno de una familia de futbolistas profesionales de origen gallego, entre los cuales se encuentran Xoán Noya (abuelo), Douglas Vidal (tío), Cheché Vidal (primo), así como del político gallegista y también futbolista Luis Noya. Se crio en Caracas junto a sus seis hermanos, entre los cuales se encuentra el director de orquesta Fransciso Noya.
Noya comenzó a estudiar música a la edad de 7 años.

### Carrera musical
Noya comenzó a cultivar la música electrónica después de comprar un Roland SH-3A con su hermano en 1976. Dice: "Me sentí conectado orgánicamente con el sintetizador y con sus sonidos".
Luego, parte a Boston, donde estudiará sonigo digital en el MIT. También estudiará en el Berklee College, formando parte de la primera promoción formada en música electrónica en dicha institución.
Regresará posteriormente a Caracas en la década de los 80, que será un momento de gran esplendor para la música electrónica venezolana, con figuras como Vytas Brenner, Ángel Rada, Oksana Linde, Musikautomatika, Vinicio Adames, Polyburó, Adina Izarra, o Alfredo del Mónaco.
En 1981, fundo junto con Paul Godwin el proyecto musical DOGON. Llamado "lo mejor del progressive ambient" por la revista WIRED, el disco The Sirius Expeditions de 1997, fue aclamado por la crítica y nominado a los California Music Awards (Mejor álbum electrónico/dance).
En 1984 lanza su primer LP, Gran Sabana, descrito como "deep sci-fi-synthesis exploration". Le seguirá Esferas Vivientes (1986), donde explora los ritmos indígenas venezolanos y posteriormente Psycho-Music (1989), en el que explora la influencia de la música en la psique humana.
Ha sido profesor de Fundamentos de la música en la Universidad Simón Bolívar, así como de las cátedras de Composición y teoría musical, Secuencias, MIDI y técnicas de composición con ordenador, del Taller de Arte Sonoro, Caracas, Venezuela. Forma parte del Laboratorio Digital de Música de la Universidad Simón Bolívar, fundado en 2011 por la académica y compositora Adina Izarra.
En 2020, el sello inglés Phantom Limb lanza la compilación en dos LP Canciones intactas, tomando piezas de sus discos Esferas Vivientes y Psycho-Music.

## Discografía

### Álbumes de estudio como solista
- 1984: Gran Sabana
- 1986: Esferas Vivientes
- 1989: Psycho-Music
- 1990: Ángeles enviados
- 1993: Huellas
- 2009: Ballrooms On The Moon
- 2019: The Power of Distance
- 2019: Samliku
- 2021: Interspecies Communication
- 2022: Inner Bodies
- 2023: Infinite Halls
- 2023: Biophony / Life Voices

### Compilaciones como solista
- 2020: Canciones intactas

### Álbumes de estudio con DOGON
- 1996: Notdunjusta
- 1997: The Sirius Expeditions
- 1998: Redunjusta
- 2015: All My Relations
- 2016: Smellucinations, Vol. 1
- 2018: Smellucinations, Vol. 2